# Georges-Évariste Colombel
Georges-Évariste Colombel, né le 12 juin 1838 à Nantes et mort le 7 juillet 1894 à Nantes, est un homme politique français, d'orientation républicaine, maire de Nantes de 1881 à 1885.

## Biographie

### Jeunesse
Fils d'Évariste Colombel, maire de Nantes de 1848 à 1852, et d'Eugénie Monnier du Pavillon, il est élève du collège royal (puis lycée national) de 1845 à 1856, donc dès les classes primaires. En 1850-51, en sixième, il a pour professeur de lettres Julien-Charles Lechat, futur maire de Nantes (1874-1881). En mai 1855, en troisième, il est impliqué dans une affaire qui défraye la chronique du lycée : la « grande évasion » de plusieurs lycéens. Il obtient un baccalauréat ès-sciences en 1856, année de la mort de son père.

### Avocat et maire de Saint-Julien-de-Concelles
Il suit ses études à la faculté de droit de Rennes puis à celle de Paris.
Le 15 juin 1863, il épouse Lucy Goupilleau, fille de  François Lucien Goupilleau, courtier, consul de Hanovre à Nantes, et de Désirée Labruère du Coudray, dont il aura deux fils.
En 1864, il devient avocat, comme son père. 
En 1865, il est nommé maire de Saint-Julien-de-Concelles, mandat qu'il assure jusqu'en 1867. En 1870, il fait partie des opposants au régime impérial, aux côtés d'Ange Guépin et de Berruyer. 
Il est élu conseiller municipal de Nantes en août 1870 avec René Waldeck-Rousseau. En 1874, il démissionne pour protester contre la nomination comme maire de René de Cornulier. Mais il revient rapidement et, de la fin de 1874 à 1881, il est adjoint de Julien-Charles Lechat.

### Premier maire de Nantes élu par le conseil municipal (1882)
Celui-ci ayant démissionné en juillet 1881, ainsi que ses adjoints, l'intérim est assuré par Mathurin Brissonneau à partir du 8 juillet. Mais, le 28 novembre 1881, Georges-Évariste Colombel est nommé maire de Nantes ; le 25 avril 1882, en application de la loi du 28 mars, a lieu la première élection du maire par le conseil municipal : il obtient 23 voix contre 3 à Mathurin Brissonneau et 2 à Édouard Normand. 
Son mandat est marqué par une épidémie de choléra qui frappe le faubourg de Richebourg en octobre 1884 et fait une centaine de morts ; il intervient personnellement dans la lutte contre ce fléau. 
Le 13 janvier 1885, il présente sa démission, mais est réélu maire lors de la séance du 27 janvier.
Candidat aux élections législatives du 4 octobre 1885, il est battu ; critiqué par ailleurs pour sa gestion municipale, il démissionne de nouveau le 15 octobre 1885 et lors de la séance du 20 novembre, il n'obtient que 5 voix contre 20 à Édouard Normand. À la suite de cet échec, il quitte la direction du congrès opportuniste de Loire-Inférieure.

### Installation à Paris
Il quitte ensuite Nantes pour Paris ; sur le plan politique, il se rapproche du général Boulanger ; sur le plan personnel, il connait une certaine déréliction (dettes, divorce) et finit par se suicider en 1894.
Il a été membre de la Société académique de Nantes, occupant le poste de secrétaire général et écrivant plusieurs articles pour les Annales de la Société.

### Mort
Georges-Évariste Colombel meurt le 7 juillet 1894 et est enterré au cimetière La Bouteillerie.